# Grodczyn
Grodczyn, Grodziec (niem. Ratschenberg) – najwyższy szczyt Wzgórz Lewińskich, będący kulminacją grzbietu o tej nazwie (nazwa Grodziec odnosi się do grzbietu, Grodczyn do jej najwyższego szczytu).
Grodziec ma charakter wydłużonego w kierunku północny zachód – południowy wschód grzbietu, wydzielonego ostro wciętymi dolinami Wyżnika od południa i bezimiennego potoku od północy. Od wschodu jego zbocza opadają łagodnie ku Obniżeniu Dusznickiemu.
Góra zbudowana jest głównie z łupków łyszczykowych i piaskowców z wkładkami wapieni. Te ostatnie były tu eksploatowane, o czym świadczą stare, zarośnięte kamieniołomy i ruiny wapienników.
Przez górę przebiega europejski dział wodny mórz Północnego i Bałtyckiego.
Północne i zachodnie stoki Grodźca trawersuje linia kolejowa z Kłodzka do Kudowy-Zdroju z przebijającym ramię góry, długim na 576  m, tunelem. Na szczycie Grodczyna znajduje się kilkunastometrowej wysokości stalowy maszt przekaźnika telewizyjnego.

## Turystyka
Grodczyn należy do Korony Sudetów Polskich. Jego grzbiet przecinają szlaki turystyczne:
- czerwony, z Dusznik-Zdroju do Kudowy-Zdroju (Główny Szlak Sudecki),
- zielony, z Lewina Kłodzkiego do Lisiej Przełęczy.